# Comunas de Níger
Los departamentos de Níger se subdividen en comunas. A fecha de 2005, en las siete regiones más la capital, había 36 départements, divididos en 265 communes, 122 cantons y  81 groupements.  Las dos últimas categorías cubren todas las áreas no cubiertas ni por las comunas urbanas (más de diez mil habitantes) ni por las comunas rurales (menos de diez mil habitantes), y son gobernadas por los departamentos, mientras que las comunas tienen (desde 1999) concejos y alcaldes propios.  Hay subdivisiones adicionales semiautónomas llamadas "sultanatos", "provincias" y "tribus".  El gobierno de Níger estima que hay adicionalmente unos 17 000 pueblos administrados por las comunas rurales, mientras que hay más de cien Quartiers (barrios) administrados por las comunas urbanas.
La reorganización territorial del gobierno local de Níger, conocida informalmente como "proceso de descentralización", se llevó a cabo mediante una serie de leyes entre 1998 y 2005.  Las más importantes son:
- Constitución de 1999 ;
- Ley n°98-032 de 14 de septiembre, determinando los estatutos para las comunidades urbanas ;
- Ley n°2001-023 de 10 de agosto, creando los límites administrativos y las colectividades territoriales ;
- Ley n° 2002-017 de 11 de junio, determinando la administración independiente de regiones, departamentos y comunas, así como sus obligaciones y recursos ;[4]
- Ley n° 2002-014 de 11 de junio, para la creación de comunas y la fijación de sus límites y capitales (chefs-lieux).[5]

Aunque a veces se traducen como "villa", las comunas de Níger son simplemente la tercera subdivisión administrativa del país. Pueden ser urbanas o rurales.

## Lista de comunas

### Comunas urbanas
- Abalak
- Agadez
- Aguie
- Arlit
- Bilma
- Birni N'Gaoure
- Birni-N'Konni
- Bouza
- Dakoro
- Diffa
- Dogondoutchi
- Dosso
- Filingue
- Gaya
- Guidanroumdji
- Goure
- Illela
- Keita
- Kollo
- Loga
- Madaoua
- Madarounfa
- Magaria
- Maine-Soroa
- Maradi
  - Maradi I
  - Maradi II
  - Maradi III
- Matameye
- Mayahi
- Mirriah
- N'guigmi
- Niamey
  - Commune I
  - Commune II
  - Commune III
  - Commune IV
  - Commune V
- Ouallam
- Say
- Tahoua
  - Tahoua I
  - Tahoua II
- Tanout
- Tchin-Tabaraden
- Tchirozerine
- Tessaoua
- Téra
- Tibiri
- Tillabéri
- Zinder
  - Zinder I
  - Zinder II
  - Zinder III
  - Zinder IV
  - Zinder V

### Comunas rurales
- Abala
- Aderbissinat
- Adjekoria
- Affala
- Akoubounou
- Albarkaram
- Alakoss
- Allakaye
- Allela
- Anzourou
- Aney
- Attantané
- Ayerou
- Azagor
- Azarori
- Azeye
- Babankatami
- Badaguichiri
- Bader Goula
- Bagaroua
- Bambeye
- Bana
- Bande
- Bangui
- Banibangou
- Bankilare
- Baoudetta
- Barmou
- Bazaga
- Bengou
- Bermo
- Bibiyergou
- Birni Lalle
- Bitinkodji
- Bosso
- Boune
- Chadakori
- Chetimari
- Dabaga
- Dakoussa
- Damagaram Takaya
- Dan-Barto
- Dan-Goulbi
- Dan-Issa
- Dan-Kassari
- Dannet
- Dantchiao
- Daouche
- Dargol
- Deoule
- Dessa
- Diagourou
- Diantchandou
- Dingazi
- Dirkou
- Dioundiou
- Djado
- Djiratawa
- Dogo
- Dogo-Dogo
- Dogonkiria
- Doguerawa
- Doumega
- Doungou
- Droum
- Dungass
- El Allassane Maïreyrey
- Fabidji
- Fachi
- Fakara
- Falenko
- Falmey
- Falwel
- Farey
- Foulatari
- Gabi
- Gababedji
- Gaffati
- Galma Koudawatche
- Gamou
- Gangara
- Gangara
- Garagoumsa
- Garhanga
- Garankedey
- Gazaoua
- Golle
- Goroubankassam
- Gorouol
- Gothèye
- Gouchi
- Goudoumaria
- Goûgaram
- Gouna
- Guecheme
- Gueskerou
- Guidan Amoumoune
- Guidan Sori
- Guidiguir
- Guidimouni
- Guilladje
- Hamdallaye
- Hamdara
- Harikanassou
- Hawandawaki
- Ibrohamane
- Ichirnawa
- Iferouane
- Imanan
- Inates
- In-Gall
- Issawane
- Kablewa
- Kao
- Kalfou
- Kanan-Bakache
- Kankandi
- Kantche
- Karakara
- Kargiubangou
- Karma
- Karofane
- Kelle
- Kieche
- Kiota
- Kirtachi
- Kokorou
- Kolleram
- Koona
- Korahane
- Koré Maïroua
- Korgom
- Kornaka
- Kouré
- Kourfeye
- Kourni
- Kourteye
- Koulikoiri
- Koygolo
- Kwaya
- Libore
- Maïjirgui
- Maiyara
- Malawa
- Malbaza
- Matankari
- Mehana
- Moa
- Mokko
- N'Dounga
- N'Gonga
- N'Gourti
- N'Guelbély
- Namaro
- Ollelewa
- Ourafane
- Ouro Gueladjo
- Ourno
- Roumboui
- Sabon-Guida
- Sabon-Machi
- Sae Saboua
- Safo
- Sakoira
- Sambera
- Sanam
- Sarkin Haoussa
- Sarkin Yamma
- Sassoumbroum
- Simiri
- Sinder
- Sokorbe
- Soucoucoutane
- Tabalak
- Tabelot
- Tabotaki
- Tagazar
- Tagriss
- Tajae
- Takanamat
- Tama
- Tamaske
- Tamaya
- Tamou
- Tanda
- Tarka
- Tassara
- Tchadoua
- Tchake
- Tebaram
- Tenhya
- Tesker
- Tessa
- Tibiri (Doutchi)
- Timia
- Tillia
- Tirmini
- Tombokoirey I
- Tombokoirey II
- Tondikandia
- Tondikiwindi
- Torodi
- Toumour
- Tounounga
- Tsaouni
- Tsernaoua
- Wacha
- Wame
- Yaouri
- Yekoua
- Yelou
- Youri